# Canon de 130 mm modèle 1919
Le canon de 130 mm modèle 1919 est un canon naval de calibre moyen utilisé par la marine française durant la Seconde Guerre mondiale.

## Conception et utilisation
Le canon de 130 mm modèle 1919 équipe jusqu'à leur désarmement les six contre-torpilleurs de classe Jaguar et les douze torpilleurs d’escadre de classe Bourrasque qui s’étale en 1941 et 1945.
Ce canon de 40 calibres tire des obus en acier à fausse ogive de 32 kg à 18 500 mètres à +36° à raison de 4 à 6 coups par minute.
L’affût simple pèse 12,75 tonnes avec masque, permettant aux canons de pointer en site de -10° à +36° et en azimut sur 150° de chaque côté. La dotation en munitions est de 440 obus pour les Bourrasque (soit 110 obus par canon) plus 60 obus éclairants à la disposition des affûts II et III et de 1 000 obus pour les Jaguar (soit 200 obus par canon) plus 60 obus éclairants pour les affûts II et IV.
La conduite de tir est assurée par un télémètre à coïncidence de 3 mètres, puis un télémètre stéréoscopique de 3 mètres en 1931, et de 5 mètres en 1937.